# Ï̃
Ḯ (minuscule : ḯ), appelé I tréma tilde, est une lettre latine utilisée dans l’écriture du viri. Elle est composée d’un I diacrité d’un tréma et d’un tilde.

## Utilisation
En viri, le i tréma tilde est utilisé pour transcrire une voyelle fermée antérieure non arrondie [ɪ], transcite avec le i tréma ‹ ï ›, prononcée avec un ton bas, transcrit avec le tilde.

## Représentations informatiques
Le I tréma tilde peut être représenté avec les caractères Unicode suivants : 
- composé et normalisé NFC (latin étendu additionnel) :

| formes    | représentations | chaînes de caractères | points de code | descriptions                                      |
| --------- | --------------- | --------------------- | -------------- | ------------------------------------------------- |
| capitale  | Ï̃               | Ï◌̃                    | U+00CF U+0303  | lettre majuscule latine i tréma diacritique tilde |
| minuscule | ï̃               | ï◌̃                    | U+00EF U+0303  | lettre minuscule latine i tréma diacritique tilde |

- décomposé et normalisé NFD (latin de base, diacritiques) :

| formes    | représentations | chaînes de caractères | points de code       | descriptions                                                  |
| --------- | --------------- | --------------------- | -------------------- | ------------------------------------------------------------- |
| capitale  | Ï̃               | I◌̈◌̃                   | U+0049 U+0308 U+0303 | lettre majuscule latine i diacritique tréma diacritique tilde |
| minuscule | ï̃               | i◌̈◌̃                   | U+0069 U+0308 U+0303 | lettre minuscule latine i diacritique tréma diacritique tilde |